# Ганабин, Иван Васильевич
Иван Васильевич Ганабин (1 октября 1922,дер.Коломиха современного Вязниковского района Владимирской области — 20 февраля 1954, г. Южа, Южский район, Ивановская область) — русский советский поэт. Участник Великой Отечественной войны.

## Биография
Родился в крестьянской семье. С 1924 г. семья жила в Вязниках. В 1928 году вместе с родителями поселился в г. Южа.
В 1940 г. окончил школу. Работал на Мугреевском торфопредприятии Южского района. Был призван в армию. Служил на Балтике.
Участник Великой Отечественной войны. Был разведчиком, комендором, зенитчиком. Сражался под Ленинградом, в Литве, Эстонии. Был военным корреспондентом.
После демобилизации поступил в Литературный институт имени А. М. Горького. Работал журналистом во Владимирской газете «Комсомольская искра».
Смерть, последовавшая в феврале 1954, настигла его в самом начале творческого пути.
Умер после тяжёлой болезни.

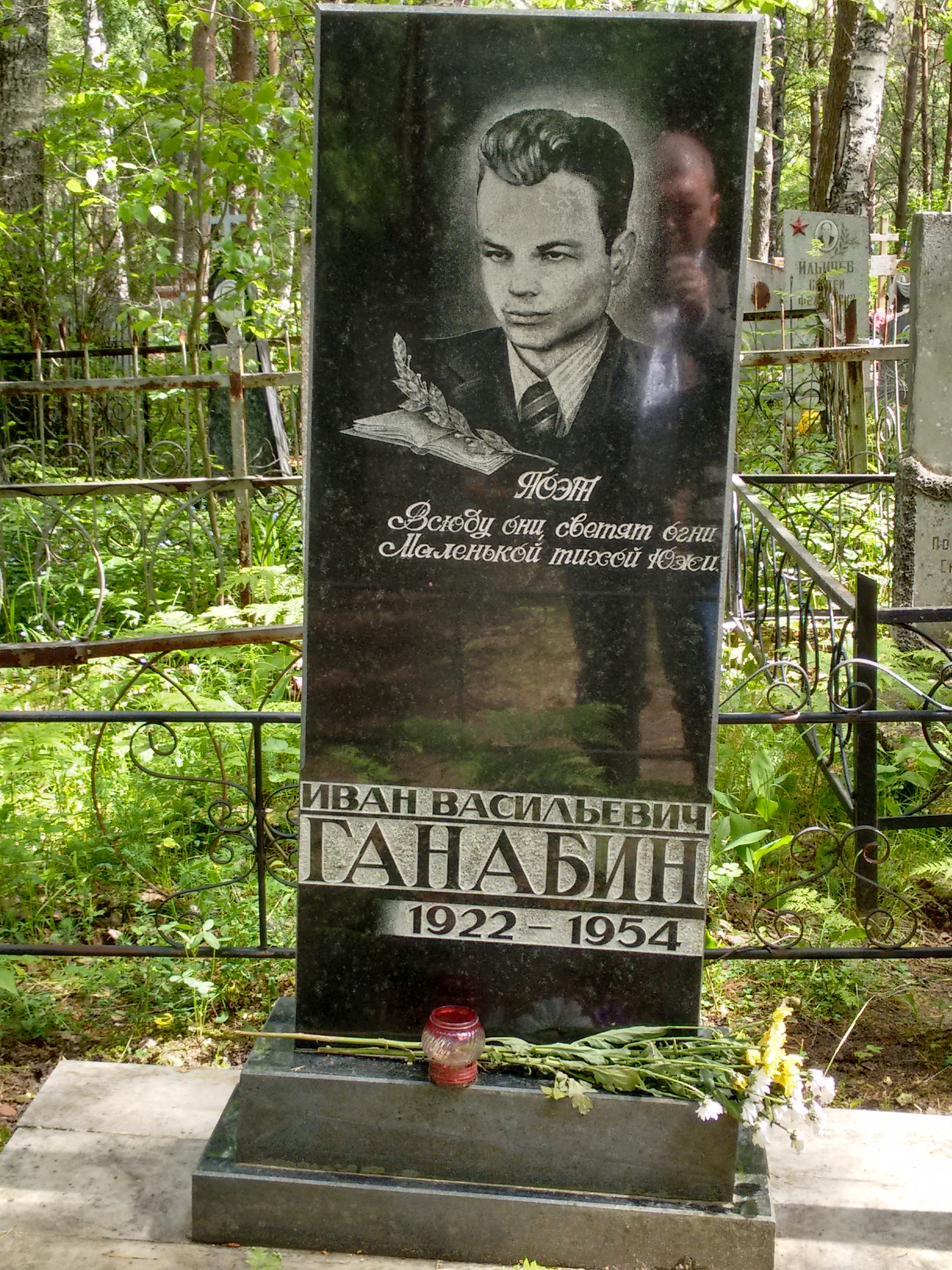

Похоронен И. Ганабин в г. Южа Ивановской области.  

## Творчество
Стихи начал писать в 1943 году, с осени 1943 года печатался в газетах Балтийского флота «Сталинская вахта», «Красный балтиец», «Боевое знамя», «За кадры» и других.
За годы учёбы в институте выпустил два сборника стихов — «Первый выход» (1950) и «В дороге» (1951), позже — «Сказ о матросском отпуске» (1953 год).
Автор трёх книг стихотворений. Посмертно в 1956 г. у поэта вышел сборник стихотворений в Москве в издательстве «Советский писатель» — «Избранное» с предисловием Алексея Фатьянова и Сергея Никитина.
В 2003 г. книгу о поэте-фронтовике Иване Ганабине написала журналистка А. С. Атабекова.